# WASP-7
WASP-7 또는 HD 197286은 지구로부터 현미경자리 방향으로 약 456 광년 떨어져 있는 F형 항성이다. 이 별은 태양보다 반지름이 좀 더 크고 질량은 28% 더 높다. 따라서 태양보다 뜨겁고 밝다. 겉보기 등급은 9로 맨눈으로는 보이지 않으나 작은 망원경이라면 관측이 가능하다.

## 행성계
2008년 슈퍼WASP 프로젝트 중 이 별을 도는 외계 행성 WASP-7b가 발견되었다. 이 행성의 질량은 목성과 비슷하며 어머니 항성에 매우 가깝게 붙어 돌고 있어 뜨거운 목성으로 분류할 수 있다. 가까운 거리 때문에 행성은 가열되어 있어 스스로 빛을 낼 정도의 열을 발산하고 있다.
| 비교 (항성에서 가까운 순서) | 질량               | 궤도평균거리 (AU)     | 공전주기(일)              | 궤도이심률 | 궤도경사각 | 반지름 |
| --------------------------- | ------------------ | --------------------- | ------------------------- | ---------- | ---------- | ------ |
| WASP-7b                     | 0.96 −0.18+0.12 MJ | 0.0618 −0.0033+0.0014 | 4.954658 −4.3e-05+5.5e-05 | 0          | —          | —      |